# The Bluegrass Album
The Bluegrass Album è un album in studio del cantante di musica country statunitense Alan Jackson, pubblicato nel 2013.

## Tracce
Testi e musiche di Alan Jackson eccetto dove indicato.
1. Long Hard Road – 6:28
2. Mary – 4:21
3. Wild and Blue – 4:10 (John Scott Sherrill)
4. Appalachian Mountain Girl – 4:46
5. Ain't Got Trouble Now – 2:54 (Adam Wright)
6. Blue Ridge Mountain Song – 5:36
7. Tie Me Down – 3:34
8. There Is a Time – 3:23 (Rodney Dillard, Mitch Jayne)
9. Blue Side of Heaven – 4:41
10. Let's Get Back to Me and You – 2:44
11. Way Beyond the Blue – 6:19 (Mark D. Sanders, Randy Albright, Lisa Silver)
12. Knew All Along – 4:05 (A. Wright, Shannon Wright)
13. Blacktop – 3:33
14. Blue Moon of Kentucky – 5:42 (Bill Monroe)